# 名古屋市立大須小学校
名古屋市立大須小学校（なごやしりつ おおすしょうがっこう）は、愛知県名古屋市中区大須一丁目にある公立小学校。

## 沿革
- 1872年（明治5年） - 七ツ寺において第14義校が成立[1]。また、政秀寺において第11義校が成立[1]。
- 1893年（明治26年） - 第14義校の流れを汲む門前尋常小学校が成立[1]。
- 1901年（明治34年） - 第11義校の流れを汲む前津尋常小学校が成立[1]。
- 1946年（昭和21年） - 門前国民学校と前津国民学校を統合して大須国民学校が発足[1]。
- 1947年（昭和22年） - 名古屋市立大須小学校に改称[1]。

## 通学区域
名古屋市中区
- 大須一丁目（一部）[2]
- 大須二丁目（一部）[2]
- 大須三丁目（一部）[2]
- 大須四丁目（一部）[2]
- 栄五丁目（一部）[2]
- 松原一丁目（一部）[2]

## 進学先中学校
- 名古屋市立前津中学校[3]

## 出身者
- 加藤勝太郎[4] - 加藤商会（旧加藤商会ビル）社長を務めた貿易商。